# 연려실기술
《연려실기술》(燃藜室記述)은 조선 후기의 실학자인 이긍익이, 그의 아버지 이광사가 유배되었던 신지도(薪智島)에서 42세 때부터 집필하기 시작하여 세상을 떠날 때까지 약 30년에 걸쳐 편찬한 저술이다. 전59권. 
실제 역사와는 전혀 다르거나 사실을 확인할 수 없는 내용도 포함되어 있지만, 저자 이긍익의 서술 태도나 저술의 규모 등을 통해 조선 시대 야사(野史)의 총서로 평가받는다.

## 개요

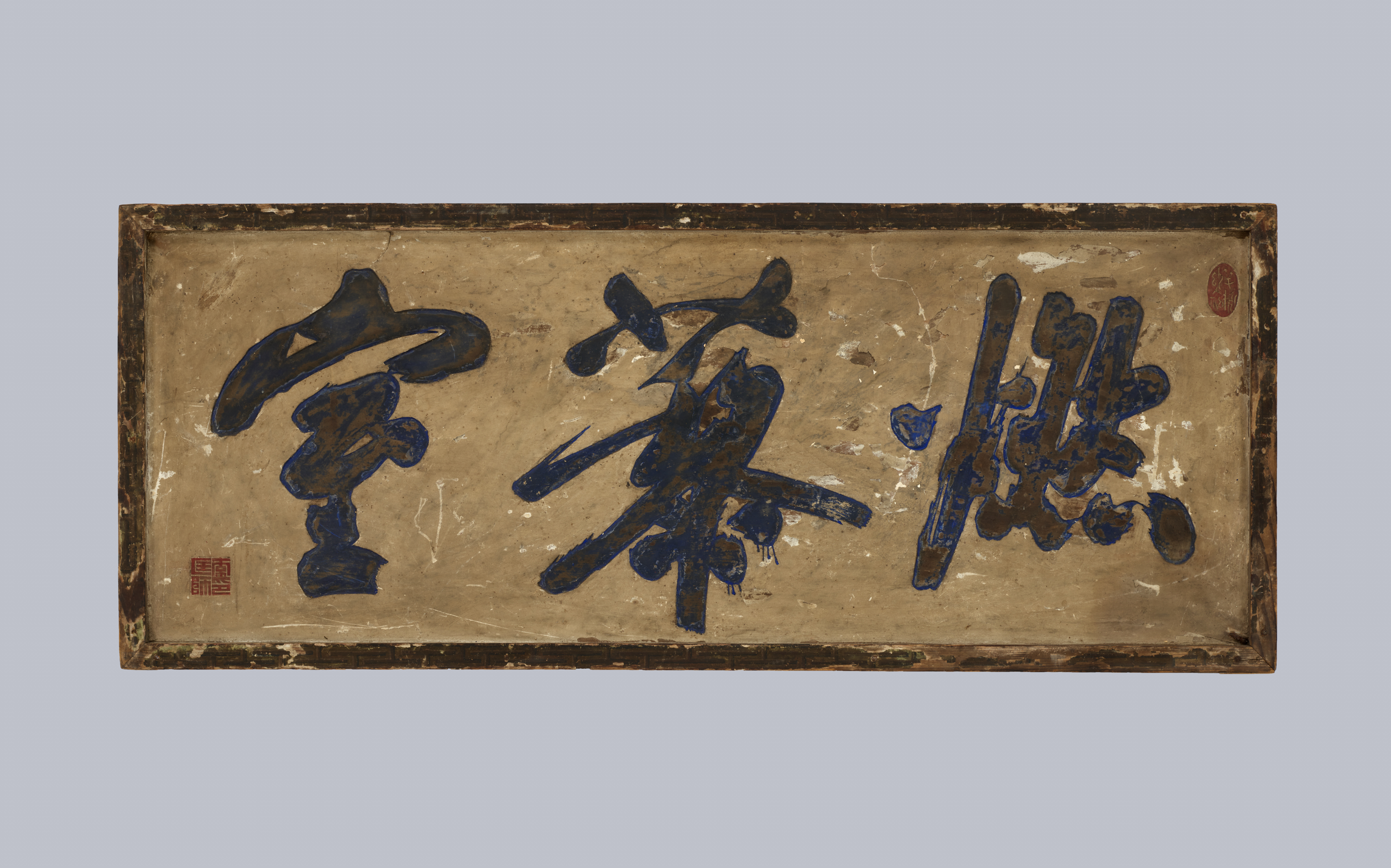
이광사가 쓴 '연려실' 편액. 국립중앙박물관 소장

제목의 '연려실'은 일찌기 중국 전한(前漢)의 유향(劉向)이 옛 글을 교정할 때 태일선인(太一仙人)이 푸른 명아주 지팡이(청려장)에 불을 붙여서 비추어 주었다는 고사에서 유래한 말로, 그의 부친으로 당대에 문장과 명필로 유명하던 원교 이광사(李匡師)가 아들을 위하여 서실 벽에 손수 이를 휘호로 써 주었으며, 이후 이를 저술의 제목으로까지 삼게 되었다.
이 책은 편저자 이긍익의 생존 때부터 전사본(傳寫本)의 수효가 한둘이 아니어서, 특별히 정본이 없이 전해져왔다. 더구나 편저자 자신이 그 범례에서 밝힌 바와 같이, 본문에 여백을 두어 새로운 자료를 발견하는 대로 수시로 기입, 보충하는 방법을 취하였을 뿐 아니라 다른 사람들에게도 같은 방법으로 보충하게 하여 정본을 이룩하도록 희망하였으므로 종래의 전사본 중에는 서로 내용이 일치하지 않는 것도 있다.
1934년 계유출판사(癸酉出版社)의 《조선야사전집》(朝鮮野史全集)에 일부가 국한문체로 번역되어 나왔으며, 1966년 민족문화추진회에서 고전국역총서(古典國譯叢書) 제1집 A5판 12권(색인 포함)으로 국역하여 출간하였다.

## 편찬 동기
찬자 이긍익은 본관은 전주(全州)이고 당색(黨色)은 소론(少論)에 속했다. 그는 영조(英祖) 12년(1736년)에 출생하여 순조 6년(1806년)에 71세의 나이로 세상을 떠났다. 그것 외에 이긍익에 대한 연보는 구체적으로 전해 오는 것이 없다.
이긍익의 나이 스무 살 때에 아버지 이광사가 나주괘서사건에 연루되어 신지도로 원지유배를 당했다. 할아버지 이진검과 아버지 이광사 모두 유배지에서 세상을 떠났고, 빈곤과 고역 속에서 일생을 보내는 등 벼슬길이 막힌 상태에서 치사(治史)에 뜻을 두고 저술한 것이 바로 이 《연려실기술》이다. 
이긍익이 어떤 동기로 《연려실기술》을 편찬하게 되었는가에 대해서 이긍익은 서문에서 한 마디도 언급하지 않았다. 한편 이존희는 《연려실기술》의 편찬을 조직적인 체계, 편리한 열람, 충분한 자료 수집, 졸속 편술의 금지, 정확하고 풍부한 사실 수록 등 다섯 동기에서 출발하였다고 파악하였으며, 김세윤도 동의하였다.  황원구나 이존희는 이긍익이 소론계 양명학적 분위기에서 성장한 것이 편찬 배경이라는 견해를 제시했지만, 김세윤은 어떤 인물의 행위, 저술의 동기가 잘 이해되지 않는 경우 확실하게 밝혀지지 않은 그 인물이 지닌 사상의 밀림 속으로 도피하는 것은 올바른 역사 연구의 태도가 아니라고 믿는다고 지적하며 《연려실기술》의 서문에서 
1. 《대동야승》, 《소대수언》과 같은 야사는 산만하고 계통이 없고 글이 중첩되어 고열하기 힘들다. (이긍익 자신은 통일되고 중첩되지 않고 고열하기 쉽도록 한다)
2. 《춘파일월록》, 《조야첨재》 등은 자료 수집이 엉성하고 빨리(급하게) 책을 만들어 상세한 곳은 상세하고 소루한 곳은 소루하여 조리가 서지 않았다. (《연려실기술》에서는 자료 수집을 철저히 하여 상세함의 균형을 이루어 조리있게 서술하겠다)
3. 사실에 충실치 않고 논총 제설을 많이 실은 《청야만집》과 같은 서적을 비판한다. (이긍익 자신은 사실을 중시하겠다)

즉 종래 사서의 여러 부분에 불만이 많기 때문에 자신은 보다 나은 사서를 편찬하겠다는 동기를 가졌음을 알 수 있으며, 나아가서는 당시 여러 사서가 많이 편찬되는 것에 자극을 받아 이긍익 자신도 그와 같은 사서를 찬술하게 되었음을 추측해 볼 수 있을 것이라 하였다. 이와 더불어 김세윤은 이긍익이 어려서부터 가졌던 개인적인 출세 욕망을 또 하나의 《연려실기술》의 찬술 동기로 생각해 볼 수 있지 않을까 싶다고 지적하였는데, 주장의 근거로 《연려실기술》 의례에 이긍익이 쓴 다음의 기사를 제시하였다. 
내가 열세 살 때에 선군(先君)을 모시고 자면서 꿈을 꾸었다. 꿈에 임금이 거둥하시는 것을 여러 아이들과 길가에서 바라보고 있었는데, 임금께서 갑자기 연(輦)을 머물게 하시고, 특별히 나를 불러 앞에 오라 하시더니, “시를 지을 줄 아느냐.” 하고 물으셨다. “지을 줄 압니다.” 하고 대답하였더니 임금께서, “지어 올리라.”고 하셨다. 내가 “운(韻)을 내어 주소서.” 하였더니, 임금께서 친히, “사(斜)ㆍ과(過)ㆍ화(花) 석 자를 넣어 지으라.” 하셨다. 잠깐 동안 시를 생각하는데, 임금께서 “시가 되었느냐.” 물으셨다. 대답하기를, “시를 겨우 얽기는 하였습니다마는 그 중에 두 자가 미정이어서 감히 아뢰지 못하겠습니다.” 하였더니, 임금께서 “말하여 보라.” 하셨다. 곧 아뢰기를, “‘비가 맑은 티끌에 뿌리는데 연(輦) 길이 비꼈으니, 도성 사람들이 육룡(六龍)이 지나간다고 말하네. 초야에 있는 미천한 신하가 오히려 붓을 잡았으니, □□학사의 꽃을 부러워하지 아니하네.’ [雨泊淸塵輦路斜 都人傳說六龍過 微臣草野猶簪筆 不羨□□學士花] 이렇게 시를 지었는데, 끝 구의 학사 위에 두 자를 놓지 못하였습니다.” 하였더니, 임금께서, “네가 놓지 못한 두 자는 ‘배란(陪鑾)’이란 두 자를 넣었으면 좋을 듯하니, 의당 ‘임금 모시는 학사의 꽃이 부럽지 않네.’가 될 것 같다.” 하셨다. 내가 놀라 깨어 선군에게 고하였더니, 선군께서, “이것은 길몽이다.” 하셨고 내 생각에도 역시 훗날 어전에서 붓을 가질 징조인가 하였는데, 그 후 내가 궁하게 숨어 살게 된 뒤로는 전연 잊어 버렸다. 요즘에 와서 문득 생각하니, '초야잠필'(草野簪筆)이란 글귀가 늙어서 궁하게 살면서 야사를 편집하게 될 것이라는 예언이 어릴 적에 꿈으로 나타난 것인 듯하니, 실로 우연이 아니라 모든 일이 다 운명으로 미리 정해져서 그런 것일 것이다.

이긍익의 13세 때 꿈 이야기로 자신이 《연려실기술》을 지은 것이 어렸을 때부터 이미 예기된 것이었음을 잘 보여 주고 있는데, 김세윤은 왕이 내린 운에 따라 이긍익이 지은 시 가운데에서의 '잠필' 두 글자에 주목하여, '잠필'에는 붓을 머리에 끼운다는 뜻과 하찮은 벼슬을 한다는 두 가지 의미가 있고 '잠필지신'이라 함은 예문관(藝文館)의 검열이나 승문원(承文院)의 주서를 일컫는 말이고, 왕이 내린 '배란' 두 글자는 예문관의 전신인 한림원(翰林院)을 가리키는 말로써 이긍익이 꿈에서 본 잠필이란 사관인 예문관의 검열을 의미하며, 요컨대 이긍익은 정사를 편찬하는 사관으로서의 입신을 어렸을 때부터 꿈꾸어 왔기에 초야에 묻혀서도 《연려실기술》과 같은 사서를 편찬하게 되었다고 해석하였다.

## 편찬 시기
저자인 이긍익에 대한 연보가 구체적으로 전해오지 않기 때문에 그 저술연대는 확실치 않지만, 첫머리에 아버지 이광사가 책명한 《연려실기술》이라고 휘호하여 쓴 것으로 미루어 이광사가 유배지인 신지도에서 세상을 떠난 영조 52년(1776년) 이전에는 일단 완성한 것으로 보인다.
이에 대해서는 영조 52년은 《연려실기술》의 '초고'가 완성된 시점이고 실제로는 이후로도 계속해서 증보를 거듭했다고 보는 견해도 있다. 《연려실기술》 의례에서 이긍익은 "경술년(정조 14년-1790년)에 금강산에 놀러 가면서 전질을 남에게 빌려 주고 갔더니, 이곳 저곳에서 서로 빌려 보다가 어느 재상이 필생(筆生) 수십 명을 시켜 여러 벌을 등사하였다. 아직 정리되지 않은 초고를 서둘러 옮겨 등사하고 보니, 차례가 뒤섞이고 명신들 가운데 누락된 이가 많아 전연 조리가 서지 않고 하여 그대로로는 세상에 전하지 못하겠으므로, 근자에 다시 정본(正本)으로 만들어 보는데(후략)"라고 해서 경술년 즉 정조 14년(1790년)까지도 이긍익 자신이 전질을 미처 정리하지 못하고 수정, 보완하는 작업을 정조 14년 이후로도 계속 거듭하였음을 말하고 있어서, 이광사가 영조 52년 이전에 '연려실'이라고 휘호한 것은 일단 분명한 이상 《연려실기술》의 '초고'라고 부를 저술이 영조 52년 이전에 완성되었고 정조 14년 이후에 그 초고본을 증보한 '최종본'이 완성되었을 것으로 김세윤은 주장하였다.

## 구성
이 책은 원집(原集), 속집(續集), 별집(別集)의 세 편으로 되어 있는데, 원집은 총 33권으로, 조선 태조 때부터 18대 왕 현종 때에 이르기까지 일어난 일들을 왕조별·사건별로 수록하고, 각 왕조 기사의 끝에는 그 왕조의 상신(相臣)·문형(文衡)·명신(名臣)의 전기를 쓰고 있다. 
속집은 총 7권으로, 제19대 왕인 숙종의 재위 47년 동안(1674년 ~ 1720년)에 있었던 일들을 원집의 형식대로 수록하고 있다. 
별집은 총 19권으로, 조선 시대의 관직을 비롯하여 전례(典禮)·문예(文藝)·천문·지리·변위(邊圍)·역대 고전 등으로 편목(篇目)을 나누어 연혁을 수록하였고, 인용서명을 부기하고 있다. 
원집·속집은 정치편이라 볼 수 있고, 별집은 문화편이라고 볼 수 있다.

### 편찬 체제에 대하여
기사본말체(記事本末體)는 송대(宋代) 원추(袁樞)가 《자치통감》(資治通鑑)의 기술들을 사건 중심으로 재배열하여 239개 항목으로 편찬한 《통감기사본말》(通鑑紀事本末)로 편찬한 이후로 기전체, 편년체와 함께 세 가지 역사 서술 형식으로 자리잡게 되었으며, 관찬 사서가 아닌 사찬 사서에서 많이 모방하게 되었다. 기사본말체의 사체는 가장 학구적이고 이해하기 쉬운 체제로 평가된다.
《연려실기술》은 기사본말체를 모방하였는데, 이긍익은 서문에서 이렇게 밝혔다. 
우리 동방의 야사는 큰 질(帙)로 엮어진 것이 많이 있다. 그러나 《대동야승》(大東野乘)ㆍ《소대수언》(昭代粹言)같은 것은 《설부》(說郛)처럼 여러 사람들이 지은 책을 모으기만 하였기 때문에 산만하여 계통이 없고 또 중복된 말이 많아 열람하여 보기가 어렵고, 《춘파일월록》(春坡日月錄)ㆍ《조야첨재》(朝野僉載) 같은 것은 편년체로 썼는데, 자료 수집을 다하지 않고 책을 빨리 만들었기 때문에 상세한 데는 지나치게 상세하고 소루한 데는 너무 소루하여 조리가 서지 아니하였으며, 《청야만집》(靑野謾輯)은 사실에는 상세하지 않고 다른 문집에 있는 역사 인물에 관한 논평을 많이 실었기 때문에 그 끝[논평]만 추켜들고 근본[사실]을 빠뜨린 것이 많았다. 지금 내가 편찬한 《연려실기술》은 널리 여러 야사를 채택하여 모아 완성하였는데, 대략 기사본말체를 모방해서 자료를 얻는 대로 분류하고 기록하여 다음에 계속 보태 넣기에 편리하도록 하였다. 내가 자료를 얻어 보지 못하여 미처 기록에 넣지 못한 것이 있는 것은 후일에 보는 이가 자료를 얻는 대로 보충하여 완전한 글을 만드는 것이 무방할 것이다.

이긍익이 《연려실기술》에서 기사본말체를 표방한 것은 조선 시대의 역사서 편찬에 많지 않은 예로써 일찍부터 학계의 주목을 받았다. 《연려실기술》이 찬수되기 앞서 편찬된 《조야첨재》, 《청야만집》과 《조야집요》(朝野輯要), 《약파만록》(藥坡漫錄) 등이 편년체에 으레 기사본말체를 따르고 있었을 뿐, 조선조의 국사를 순수한 기사본말체로 엮은 것은 없었다는 것이다.
이에 대해서 김세윤은 1984년 '이긍익의 연려실기술'이라는 논문에서 《연려실기술》을 정말 기사본말체 사서로만 정의할 수 있느냐며 황원구 등 기존의 통설에 의문을 제기하였다. 김세윤은 기사본말체의 '정의'라고 할 수 있는 통감기사본말처럼 하나의 제목으로 다룬 사건에 대한 본말 즉 사건의 전후 내용을 쓰는 형식만이 순수한 기사본말체이며, 여러 서적에서 관계된 기사들을 모아 놓은 형식인 《연려실기술》은 그런 점에서 《통감기사본말》과 같은 순수한 기사본말체라고 분류하기는 어렵고, 의례에서 '모방'이라고 함으로써 이긍익 자신도 자신의 서술이 순수한 기사본말체와는 거리가 있다고 미리 밝혀놓았다고도 할 수 있겠지만 그렇다고 하더라도 《연려실기술》의 사체가 원구의 그것과는 너무나도 동떨어져 있으므로 이긍익이 애초부터 기사본말체 서술 체제를 염두에 두고 서술했다고는 볼 수 없으며, '기전체에 기사본말체를 혼용'한 사체를 따르고 있다고 평하였다.

## 찬술 태도
《연려실기술》 의례에서 이긍익은 "각 조마다 인용한 책 이름을 밝혔으며, 말을 깎아 줄인 것은 비록 많았으나 감히 내 의견을 붙여 논평하지는 않아 삼가 '전술(傳述)하기만 하고, 창작하지 않는다.'는 공자의 뜻을 따랐다."라고 밝혔고, 그 이유를 첨가하여 "동서 당파가 나눠진 뒤로 이편 저편의 기록에 헐뜯고 칭찬한 것이 서로 반대로 되어 있는데, 편찬하는 이들이 한 편에만 치우친 것이 많았다."라고 하였다. 따라서 이긍익 자신은 국사의 정당한 파악을 위하고, 그 사실의 왜곡됨을 후세예에 스스로 변별시키기 위하여 "나는 모두 사실 그대로 수록하여, 뒤에 독자들이 각기 옳고 그른 것을 판단하는 것에 맡긴다."이라고 했다. 이러한 '술이부작'(述而不作)을 내세워 이긍익 자신의 의견은 조금도 찾아볼 수 없다. 심지어 코멘트 하나도 달지 않았다. 
물론 인용된 서책을 취사 선택했다는 점에서는 저자의 생각이 전혀 없다고 할 수는 없으며 또한 그는 다시 "김육이 명신록을 찬술하는데 최명길을 기재하지 않고 장유만을 넣었다고 하여, 조경이 편지를 보내어 책했다. 그런데 직접 문견한다고 해도 입장이 다르면 취사하는 데에 어려운 것인데 항차 오래된 일을 전문하는 데에서는 완전하기가 어렵다. 나는 연려실기술에서... 상신문형(相臣文衡) 중 현우(賢愚)를 막론하고 모두 채록했다. 이것도.... 사의에 의해서 한 것이 아니다. ... 오직 한스러운 것은 문견이 넓지 못하여 궐루된 것이 많다는 것이다"라고 하여 여기에서도 작사에 어데까지나 자료 중심의 실증적 입장을 취하고 있다. 오직 국사의 평가는 후세의 일이고, 자기는 사심없는 입장에 있다는 것이다.
이긍익 자신은 또한 "(그리고) 이 책은 온 세상에 전하여 사람들의 귀나 눈에 익은 이야기들을 모아 분류대로 편집한 것이요, 하나도 나의 사견으로 논평한 것이 없는데, 만일 숨기고 전하지 않는다면 남들이 눈으로는 보지 못하고 귀로만 이 책이 있다고 듣고서 도리어 새로운 말이나 있는가 의심할 것이니, 그렇게 되면 오히려 위태롭고 두려운 일이 아니겠는가."라고 하면서, "드디어 완성되기를 기다리지 않고 사람들이 보기를 요구하면 보여 주고, 빌리기를 요구하면 빌려 주었다."라고 했다. 황원구는 이에 대해서 비록 완성되지 못한 저술임에도 이긍익 자신이 언급했듯 '불편부당한 공정한 입장'에서의 서술을 자신했기에 상대가 누구든(설령 그가 자신과 반대되는 당색이라 하여도) 언제든지 보여 주고 또 빌려 줄 수도 있었던 것이라고 평하였다.
또한 종래 조선의 야사가 현관명유(顯官名儒), 즉 고위 관료나 저명한 유학자의 본명을 있는 그대로 직서(直書)하는 경우가 많지 않았던 것에 비해 《연려실기술》은 서술에서 별호(別號), 자(字), 시(諡)의 사용을 피하고 그 본명을 있는 그대로 직서하였으며, 이는 그 대상이 아무리 명경(名卿), 거유(巨儒)라 해도 예외는 없었다.

## 평가
《연려실기술》은 객관적이고 중립적인 태도로 역사를 서술하고 있어 조선 시대의 사서 중에서도 매우 뛰어난 것 중 하나로 인정받고 있다. 황원구는 자신의 논문에서 안정복의 《동사강목》, 한치윤의 《해동역사》와 함께 연려실기술을 삼사(三史)로 지칭하였다. 
이미 《연려실기술》은 편찬 당대에도 높은 평가를 받았던 것으로 보이는데, 이긍익 자신이 연려실기술 의례에서 밝히고 있듯이, 저술이 모두 완성되기를 기다리지 않고 사람들이 보기를 요구하면 보여주고, 빌리기를 요구하면 빌려 주었으며, 경술년(정조 14년-1790년)에 금강산에 놀러 가면서 전질을 남에게 빌려 주고 갔더니만 이곳 저곳에서 서로 빌려 보다가 어느 재상이 필생(筆生) 수십 명을 시켜 여러 벌을 등사하였다고 하여, 《연려실기술》을 많은 사람이 읽고 또 여럿 필사되었던 것을 통해 그것을 알 수 있다.
정약용은 순조(純祖) 8년(1808년) 겨울에 유배지에서 아들 정학연에게 부친 편지에서 "우리 나라 사람들은 걸핏하면 중국의 일을 인용하는데, 이 또한 비루한 품격이다. 모름지기 《삼국사》ㆍ《고려사》ㆍ《국조보감》(國朝寶鑑)ㆍ《여지승람》(輿地勝覽)ㆍ《징비록》(懲毖錄)ㆍ《연려술》(燃藜述)과 기타 우리 나라의 문헌들을 취하여 그 사실을 채집하고 그 지방을 고찰해서 시에 넣어 사용한 뒤에라야 세상에 명성을 얻을 수 있고 후세에 남길 만한 작품이 될 것이다."라고 조언하였다.

## 판본 및 국역
《연려실기술》의 전사본 가운데 가장 권위가 있다고 여겨지는 것은 조선고서간행회 인본 대본 계통과 조선광문회 인본 대본 계통이었다. 전자는 원집 33권(태조-현종), 속집 7권(숙종) 및 별집 19권 도합 59권인데 반해 후자는 원집 24권(인조까지), 별집 10권으로 도합 34권으로 되어 있었다. 
광문회 인본의 제언에 의하면 해당 인본의 대본(사본)은 이긍익의 후손인 이범세의 기증본으로, 조선광문회에서는 이를 '원본'으로 간주하여 이 원본과 함께 수십 종의 전사본을 비교, 대조하여 그 와오를 정정하였다고 한다. 하지만 이것이 정말 이긍익의 최후 원고본을 의미하는지, 혹은 그것의 전사본인지는 자세히 알 수 없다. 또한 전자와 후자를 비교할 때 전자 계통의 사본 가운데는 타인의 추보한 흔적이 많은데, 속집 7권(숙종고사)이 가장 두드러진다.
《연려실기술》은 민족문화추진회(현 한국고전번역원) 고전번역 제1집으로 1966년에 1권이 처음으로 국역 간행되어 1968년에 전12집으로 완역되었다. 국역에는 박종화, 성락훈, 이병도, 최현배, 한갑수, 홍이섭, 김화진, 이가원, 조지훈, 조연현 등 학계의 중진들이 나섰으며, 《연려실기술》의 해제는 이병도가 썼다. 국역 사업에는 문교부도 함께 참여하였으며, 66년과 67년 두 번에 걸쳐 정부로부터 예산 1천만원이 지원되었다. 《연려실기술》의 국역은 민족문화추진회에서 시작한 고전 국역 운동의 첫 번째 사업이기도 했으며, 한문학자 55명이 동원되었고 원고 정리에만도 연인원 365명이 동원되었다.

## 같이 보기
- 이긍익
- 간양록(看羊錄)
- 징비록
- 양부하(梁敷河)
- 사세용(史世用)

### 내용주
1. ↑  김세윤은 《연려실기술》 의례의 이광사의 휘호와 《연려실기술》의 제목에 대한 언급은 이광사가 이긍익 자신의 서술에 '연려실'이라고 휘호해 주었다는 언급이지 '연려실기술'이라는 책 제목 자체를 써 주었다고 명기한 것은 아님을 지적하고, 이광사가 이긍익의 서실에 '연려실'이라고 쓴 것에서 저술의 제목을 따왔다는 언급에 대해서도 "이 책이 이루어진 뒤에 드디어 '연려실기술'이라 이름짓는다."라는 《연려실기술》 의례의 맨 마지막 부분의 언급을 마치 최후본이 완성된 뒤에 이름붙였다는 인상이 강하게 풍긴다고 지적하였다. 다만 '연려실기술'이라는 휘호 옆에 이광사의 낙관까지 찍혀 있는 것으로 보아서는 첫머리에 적혀 있는 '연려실기술'이라는 제목을 이광사가 쓴 것은 의심할 바 없을 것 같다고도 하였다.[9]
2. ↑  이긍익 자신이 편년체에 대해 비판적인 입장을 취하고 있다는 것은 서문에 나타나 있다. 그리고 《동사강목》처럼 조선 후기에 등장한 편년체의 변형된 형태라 할 수 있는 강목체를 취하지 않은 것은 강목체가 일반적으로 대의명분이나 정통성 등 사상성을 강조하는 역사서술로서 정통과 찬위포폄과 같은 성리학적 대의명분에 입각한 찬사 방법이기에 이긍익의 찬사 태도와 어긋나기 때문인 것으로 풀이된다(이긍익은 《연려실기술》 의례에서 자신은 어떠한 역사적 사실에 대한 조그마한 평가도 하지 않겠다는 입장을 밝히고 있다). 요컨대 기사본말체를 모방하겠다고 하면서도 보다 폭넓고 독자적인 역사 서술을 위해 기전체 형식을 전체적인 체제로 취하였다는 것이다.[12]